# Singhiella bassiae
Singhiella bassiae là một loài côn trùng cánh nửa trong họ Aleyrodidae, phân họ Aleyrodinae.
Singhiella bassiae được David & Subramaniam miêu tả khoa học đầu tiên năm 1976.